# Козинаки
Козина́ки (груз. გოზინაყი ґозінакі) — грузинські солодощі, які виготовляються з очищених волоських горіхів і меду.

## Технологія приготування
Складники: 1 кг очищених горіхів, 1 кг меду, 0,25 склянки цукрової пудри

1. Горіхи злегка просмажити на сковороді на слабкому вогні, потім нарізати невеликими шматочками, але не дуже дрібно. Мигдаль і фундук слід заздалегідь обшпарити і зняти шкірку, потім обсмажити.[2]
2. Мед прокип'ятити в алюмінієвій або мідній мисці (тазику) і виварити його до такого стану, щоб крапля, узята на пробу, не розтікалася на блюдці.[2]
3. Всипати в мед горіхи і продовжувати варити, безперервно помішуючи, поки не з'явиться аромат і смак підсмаженого, тобто поки не почнеться карамелізація. Але ще перед цим всипати цукрову пудру, яка додає козинакам крихкість.[2]
4. Викласти масу на дерев'яну дошку, попередньо змочену холодною водою (або на мармурову, змащену маслом), і розкачати в пласт товщиною 1 см качалкою, також змоченою у воді. Остудити, нарізати на квадрати (5 х 5 см), просушити до затвердіння.[2]

## Козинаки в України

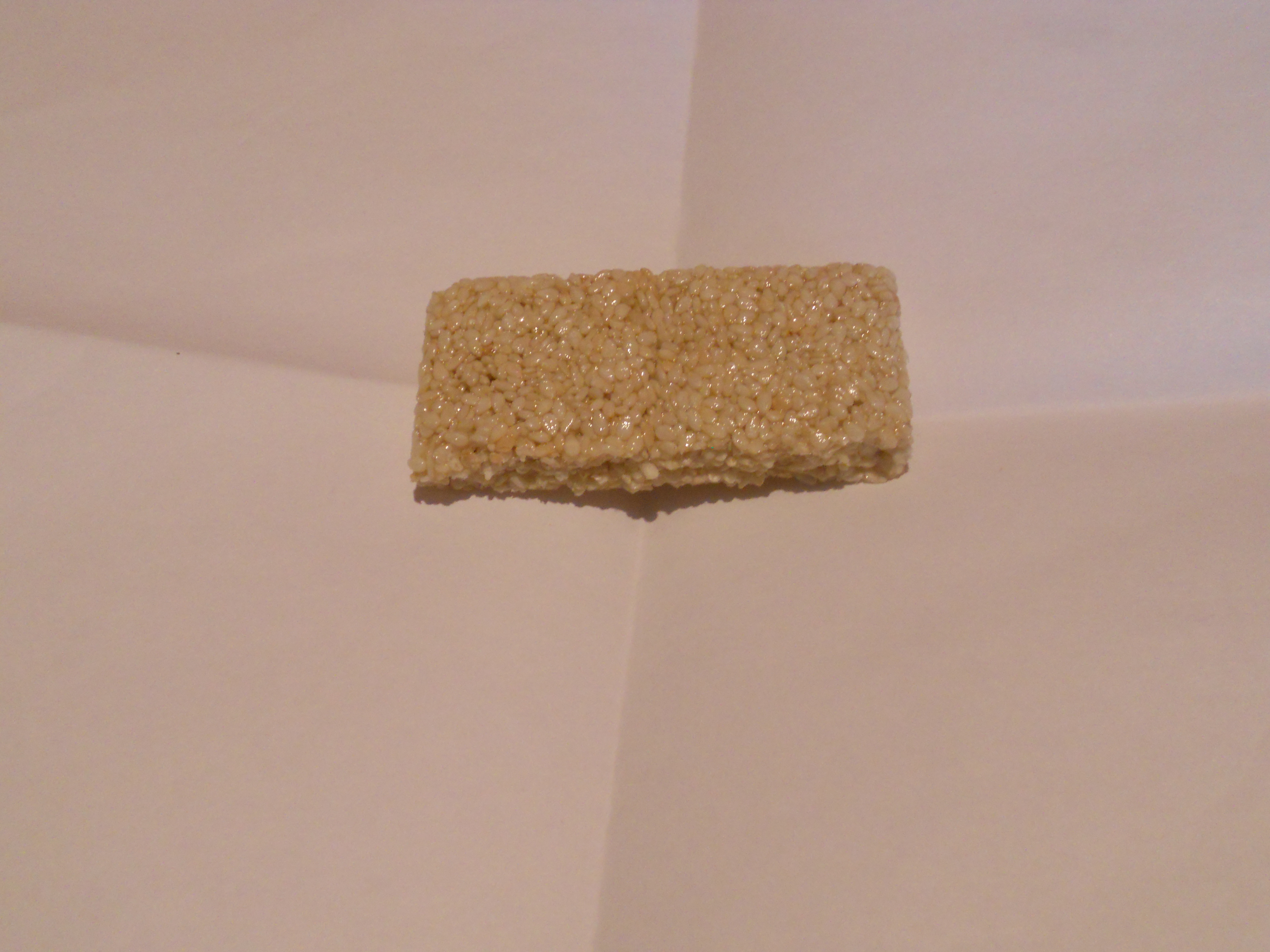
Козинаки з кунжуту, Золотой век, 2015

Козинаки вже кілька десятиліть масово виробляються в Україні під назвою «Козинаки». З початку 2000-х виробляються не тільки із соняшникового насіння і арахісу, але й з багатьох інших видів горіхів і насіння — із кунжуту, волоських горіхів, ліщини, гарбузяного насіння, повітряного рису тощо. Один з найвідоміших виробників козинаків — ПрАТ «Шполянський завод продтоварів».